# Слимак іспанський
Слимак іспанський — (Arion vulgaris Moquin-Tandon, 1855 або помилково Arion lusitanicus Mabille, 1868) — слимак роду Arion родини Arionidae, групи легеневих, класу черевоногих наземних молюсків. Інвазивний вид, що з середини 20 століття поширився майже по всій Європі. Вважається серйозним шкідником як у садівництві так і у сільському господарстві.

## Походження та таксономічна невизначеність
Точне походження слимака іспанського не відоме. Найбільш ймовірними місцями його походження вважається Португалія, північ Іспанії або Франція. Окрім цього існує таксономічна невизначеність щодо цього виду. Зокрема, вважається, що перші інвазивні види, які почали поширюватись на території центральної Європи було помилково визначено як A. lusitanicus (Mabille, 1868), проте оригінальні описи вказують, що це різні види. Як заміну деякими авторами було запропоновано використовувати назву A. vulgaris (Moquin-Tandon, 1855), проте і досі не відомо чи збігається оригінальний опис цього виду з інвазивним видом поширеним у Європі. На даний момент ці дві назви використовуються як синоніми.

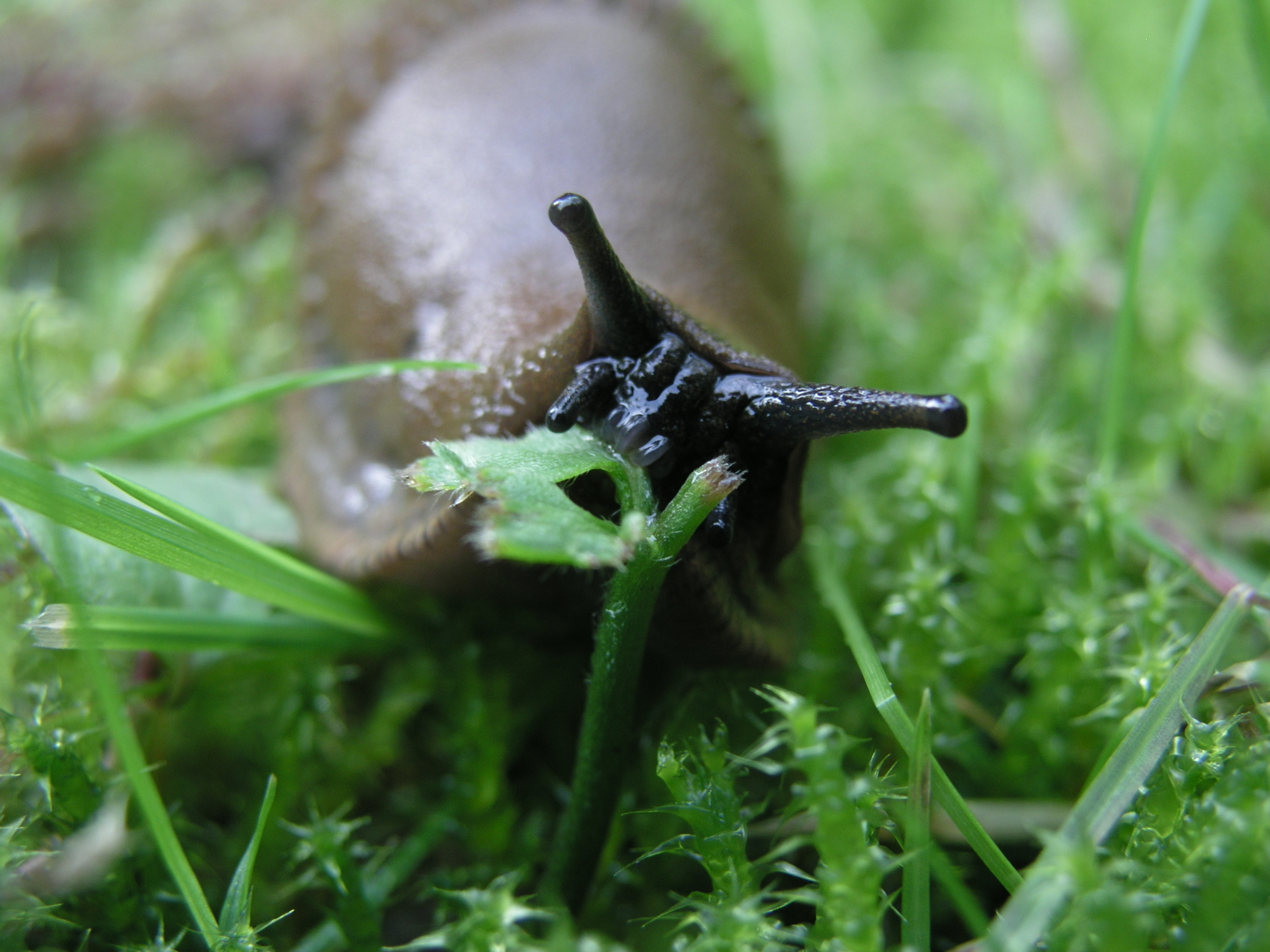
Arion lusitanicus їсть траву

## Поширення
На даний момент цей вид поширений на території:
- Великої Британії(1954)[10]
- Франції(1955)[11]
- Іспанії(можливо вид зародився тут)[12]
- Швейцарії(вперше зареєтрований у 1956, але міг з'явитись раніше)[13]
- Італії(1965)[14]
- Болгарії(1966)[15]
- Німеччини(1969)[16]
- Австрії(1971)[17]
- Бельгії(1973)[18]
- Швеції(1975)[19]
- Ірландії(1984)[20]
- Польщі(ймовірно з 1987, але зареєстровано у 1993)[21]
- Норвегії(1988)[22]
- Нідерландів(1989)[23]
- Фінляндії(1990; переважно на півдні країни)[24][25]
- Чехії(1991)[26]
- Данії(1991)[19]
- Словаччини(1992)[8]
- Фарерських островах(1996)[27]
- Хорватії(1996)[28]
- США(1998)
- Угорщини(2000)[8]
- Сербії(2002)[8]
- Ісландії(2003)[29]
- України(2007; та поступово поширився майже по всій країні)[8][30]
- Литви(2008)[31]
- Естонії(2008)[32]
- Латвії(2009)[33]
- Румунії(2012)[8]
- Словенії(вперше зареєтрований у 2018, але міг з'явитись раніше)[34]
- росія
- Білорусь

## Опис

### Загальна характеристика
Середні розміри слимака іспанського складають 80-120 мм, а інколи можуть сягати навіть 180 мм. Забарвлення сильно варіюється, від темно коричневого чи бурого до яскраво оранжевого. З правого боку посередині мантії розташовується пневмостома (дихальний отвір). Ведуть нічний спосіб життя і найчастіше їх можна побачити після дощу або у сутінках. Місця поширення приурочені до життя людей. Зазвичай це вологі місця такі, як ліси, парки, сади, культурні поля, канали і т. д.
Харчуються в широкому діапазоні рослин — овочі, декоративні рослини, полуниці, садові та культурні рослини — та можуть наносити значної економічної шкоди сільському господарству, знищуючи урожаї, а також пошкоджувати сади та городи. Окрім цього, харчуються падаллю та екскрементами. Канібалізм проявляється тільки у вигляді поїдання щойно загиблих особин. Іспанський слимак вважається одним з 100 найгірших чужорідних видів в Європі в DAISIE (Delivering Alien Invasive Species Inventories for Europe) і це єдиний черевоногий молюск серед цих ста одиниць. А. lusitanicus вважається найгіршим шкідником серед слимаків в Європі.
Рід Arion включає близько 30, видів визначення яких є доволі проблематичним. Зокрема, визначення Arion lusitanicu є складним через морфологічну подібність до видів Arion ater та Arion rufus. Найчастіше визначення відбувається шляхом огляду репродуктивної системи.

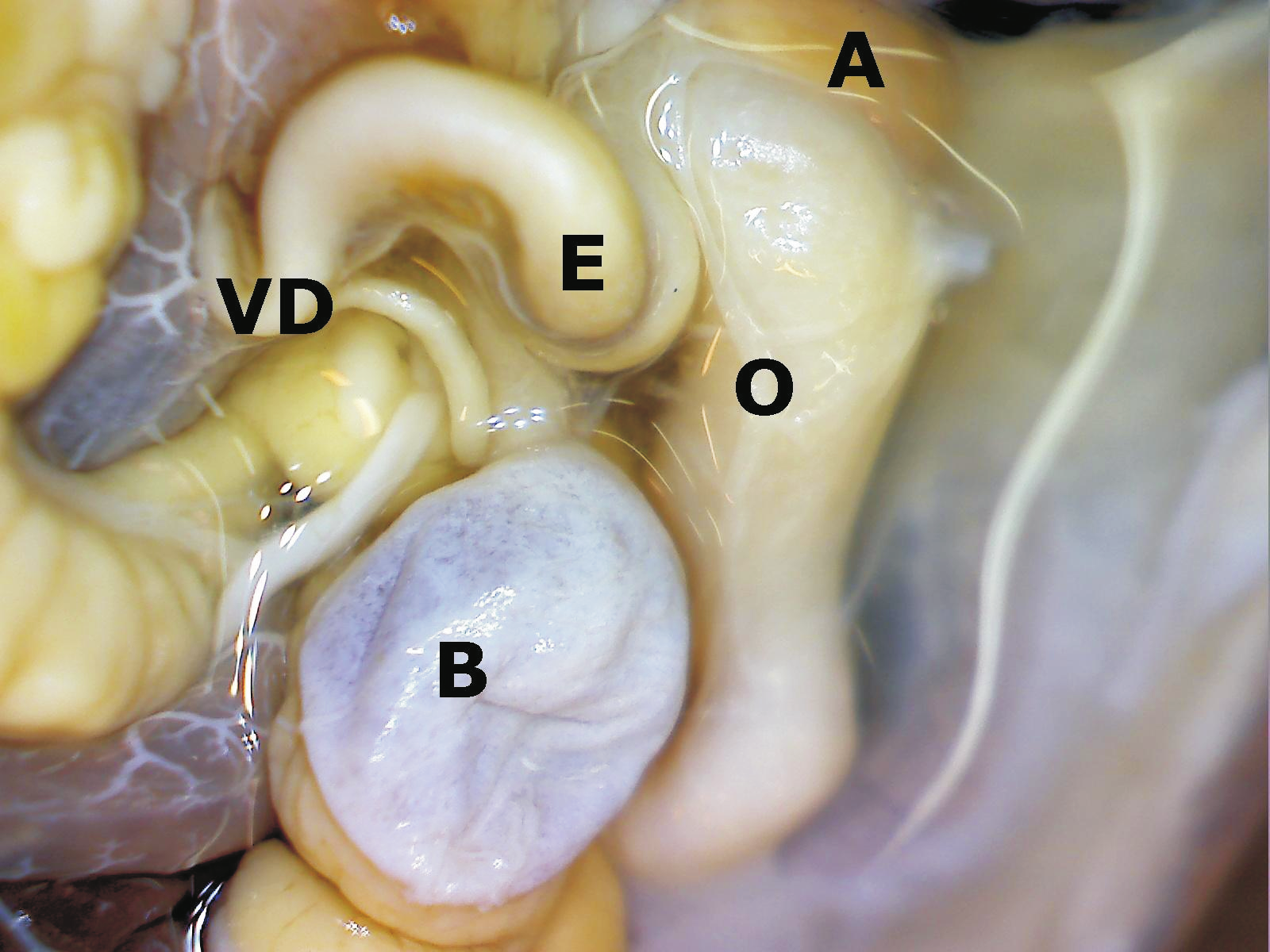
Статева система Arion lusitanicus. А — атріум, В — сім'яприймач, Е — епіфалус, О — яйцепровід, VD — сім'япровід

### Статева система та розмноження
А. lusitanicus, як і усі легеневі молюски (підклас Pulmonata), гермафродити, тобто у їх статевій системі об'єднані чоловічі та жіночі органи. Тому дуже часто може відбуватись самозапліднення, хоча зазвичай відбувається копуляція двох особин. Особливості виду зумовлені насамперед будовою статевої системи: маленький атріум; яйцепровід великий і опухлий, такого ж діаметра як і атріум; сім'яприймач сферичний, у два рази товщий за яйцепровід. Довгий, опуклий вперед яйцепровід з великими поздовжніми лігулами всередині є відмінною рисою іспанського слимака.
Відкладання яєць може початися в кінці червня, і, якщо температура не дуже низька, в окремі роки триває до грудня; точний час варіюється залежно від природних умов. Тим не менш, відкладання яєць часто досягає максимуму в серпні і вересні. Час розвитку і вилуплення з яєць залежать від температури і може відрізнятися в різних регіонах. Висока температура сприяє швидшому розвитку яєць. При 20 ° С, яйце буде вилуплюватися протягом 3 — 5 тижнів. Більшість яєць вилуплюються до зими і для молодих особин основним є зимовий етап життя. Одна особина може відкласти більше 500 яєць, проте зазвичай відкладає 200—400 яєць. Відкладання яєць може відбуватись на відкритих територіях, таких як ґрунт, але частіше в захищених місцях — наприклад, під рослинністю або в ґрунті на глибині до 10 см.